# 岸洋子
岸 洋子（きし ようこ、1935年（昭和10年）5月23日 - 1992年（平成4年）12月11日）は、日本のシャンソン歌手、カンツォーネ歌手。所属レコード会社はキングレコード。本名は小山 洋子（こやま ようこ）。山形県酒田市出身。

## 来歴・人物
姉に連れられて行った宝塚歌劇団の声楽教授を務めた加藤千恵（酒田市名誉市民）が開設したボーカルスタジオで音楽と出会う。俳優成田三樹夫は中学・高校の同級生。
東京藝術大学に進学し、在学中に二期会研究生となり、オペラ歌手を目指していたが、心臓神経症のため断念する。病床で聴いたエディット・ピアフのアルバムに感動して、1959年（昭和34年）、NHKのオーディションに合格。シャンソン歌手の道に進んだ。
1961年（昭和36年）、キングレコードの専属となり、『たわむれないで』でレコード・デビュー。石井好子が設立した石井音楽事務所に所属する。64年、『夜明けのうた』で日本レコード大賞歌唱賞を受賞し、一躍、実力派の流行歌手として脚光を浴びた。翌年には『恋心』もヒット。その後は、テレビ番組の司会やミュージカルなど幅広い活動を続ける。
1970年（昭和45年）9月末、酒田市のイベント会場で倒れ、緊急入院。膠原病と診断され、闘病生活を余儀なくされる。この年、『希望』が約70万枚売り上げる大ヒットとなり、2度目のレコード大賞歌唱賞を受賞したが、入院中のため授賞式には出席できず、『第21回NHK紅白歌合戦』への出場も辞退した。高熱にうなされ闘病半年余、歌への執念が生への活力につながり、奇跡的に再起を遂げ、71年には『甦える明日』などをレコーディング、加えて『希望』が「第43回選抜高校野球大会」の入場行進曲に採用された。以後は、レコード発売や公演数は減ったものの、活動は重ねた。
1989年（平成元年）、歌手生活30周年を記念して全国ツアーを展開。公演の途中、激痛に襲われ打ち切りとなったが「同じ難病をかかえる人たちの心の支えになるためにも、私は歌い続ける」と91年にカムバックし、その秋には東京厚生年金会館の舞台に立った。
1992年11月19日、自宅玄関で転倒し肋骨を骨折損傷し、膠原病の後遺症悪化による腎臓病治療のため再入院した。入院中も年末のディナーショーの準備を行い、当初12月12日に退院が決まっていた。しかし、退院2日前の12月10日に意識不明の重体となり、翌11日に敗血症のため急死した。57歳没。生涯独身だった。
没後に故郷の酒田市にて「岸さんの楽曲を歌い継ぎ、その功績を多くの人に知ってもらいたい」として『岸洋子を歌いつぐ会』が結成され、活動が続けられている。
日本のシャンソン界において越路吹雪と人気を分け、「魅せる越路、聴かせる岸」と評価されていた。

## 略歴
- 山形県立酒田東高等学校卒業。
- 1958年：東京藝術大学大学院声楽専攻科修了。
- 1961年：シャンソン歌手としてキングレコードと契約。
- 1962年：『たわむれないで』でレコード・デビュー。
- 1964年：『夜明けのうた』で第6回日本レコード大賞歌唱賞を受賞。
- 1969年：芸術祭優秀賞を受賞。
- 1970年：酒田市のイベント会場で倒れ、緊急入院。膠原病と診断され、闘病生活を余儀なくされる。
- 1971年：膠原病を一時克服、退院して再起する。
- 1983年：自叙伝『さくらんぼの楽譜』を出版。
- 1984年：歌手生活25周年記念リサイタルを開く。芸術祭優秀賞を受賞。
  - 25周年のための歌は「アンデスの風になりたい」（作曲・小島常男　作詞・とべあきよ）。この曲はサンリオ出版『月刊詩とメルヘン』（現在は廃刊）に出ていた詩に、小島常男が曲をつけレイニーブルーというフォークバンドが歌っていたのを、岸が偶然耳にして25周年記念の歌としたもの。
- 1992年12月11日：敗血症のため急死。57歳没。

## 代表曲
- 夜明けのうた　BS-7044
- 恋心　BS-7120
- 想い出のソレンツァーラ　BS-7152
- 希望　BS-1198
- わかっているの　BS-7172
- 私の回転木馬
- マリネロ
- 黒い鷲
- トワ
- そして今は
- 笑わないで
- 愛は限りなく
- アリヴェデルチ・ローマ
- アル・ディ・ラ
- ケ・サラ
- コマン・サ・バ
- ラストワルツ
- アンデスの風になりたい
- 今宵あなたが聞く歌は

## NHK紅白歌合戦出場歴
| 年度/放送回               | 回 | 曲目                   | 出演順 | 対戦相手       | 備考 |
| ------------------------- | -- | ---------------------- | ------ | -------------- | ---- |
| 1964年（昭和39年）/第15回 | 初 | 夜明けのうた           | 08/25  | 立川澄人       |      |
| 1965年（昭和40年）/第16回 | 2  | 恋心                   | 13/25  | アイ・ジョージ |      |
| 1966年（昭和41年）/第17回 | 3  | 想い出のソレンツァーラ | 08/25  | 立川澄人(2)    |      |
| 1967年（昭和42年）/第18回 | 4  | わかっているの         | 11/23  | フランク永井   |      |
| 1968年（昭和43年）/第19回 | 5  | 今宵あなたが聞く歌は   | 17/23  | 春日八郎       |      |
| 1969年（昭和44年）/第20回 | 6  | 夜明けのうた(2回目)    | 10/23  | 坂本九         |      |
| 1971年（昭和46年）/第22回 | 7  | 希望                   | 05/25  | 西郷輝彦       |      |

(注意点)
- 対戦相手の歌手名の( )内の数字は、その歌手との対戦回数、備考のトリ等の次にある( )はトリ等を務めた回数を表す。
- 曲名の後の(○回目)は、紅白で披露された回数を表す。
- 出演順は「（出演順) / (出場者数)」で表す。

## NHKみんなのうた出演歴
| 初放送                                         | 曲目                              | コーラス       | 再放送 |
| ---------------------------------------------- | --------------------------------- | -------------- | --- |
| 1965年（昭和40年）6月 - 7月                    | レロンレロンシンタ （1965年版）   | （なし）       | （なし） |
| 1965年（昭和40年）12月 - 1966年（昭和41年）1月 | ピエロのトランペット （1965年版） | （なし）       | 2022年（令和4年）2月▲ |
| 1966年（昭和41年）2月 - 3月                    | ドナドナ                          | （なし）       | 2006年（平成18年）8月23日△ 2006年（平成18年）12月12日△ 2007年（平成19年）1月2日△ 2008年（平成20年）12月 - 2009年（平成21年）1月 2021年（令和3年）10月 |
| 1966年（昭和41年）4月 - 5月                    | 春のそよ風                        | （なし）       | （なし） |
| 1973年（昭和48年）4月 - 5月                    | レロンレロンシンタ （1973年版）   | （なし）       | 2022年（令和4年）8月 - 9月▲ |
| 1974年（昭和49年）4月 - 5月                    | ぼくの町                          | スクールメイツ | （なし） |

（注意点）
- ▲マークはラジオのみの放送
- △マークはNHK衛星第2テレビ（現：BSプレミアム）で2006年 - 2007年に放送された『懐かしのみんなのうた』で放送

## 著書
- 『さくらんぼの楽譜』報知新聞社、1983年7月。